# Lóegaire mac Néill

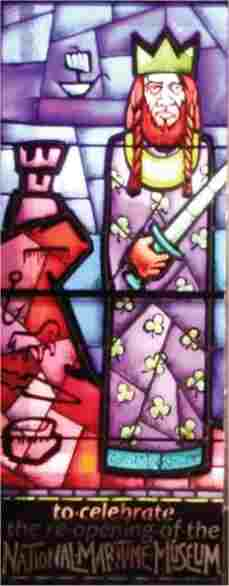
Ard Rí Lóegaire en una vidriera del National Maritime Museum

Lóegaire o Lóeguire mac Néill (fl. segle V) fou un dels Grans reis d'Irlanda del s. V, mort sobre el 463. Sembla que era fill de Niall dels Nou Ostatges. Els Annals d'Irlanda i les llistes de reis l'inclouen com a rei de Tara o Gran rei d'Irlanda. Apareix com a adversari de Patrici en algunes hagiografies. Hi ha llegendes sobre la seua mort, i totes contenen elements sobrenaturals i algunes s'emmarquen en les seues guerres contra Leinster.
El rei Laoghaire és famós per haver permés a Patrici viatjar i predicar el cristianisme a Irlanda. Tot i que segons narra la història, "els pirates irlandesos van raptar sant Patrici...".

## Fills de Niall
Els Annals irlandesos pretenen registrar els fets del segle v, però la fiabilitat n'és dubtosa, ja que les primeres entrades s'hi afigen al segle ix o després. La cronologia dels annals és sospitosa perquè es creu que ha estat creada a posteriori amb la finalitat de fer-la coincidir amb les dates dels reis anomenats pels primers hagiògrafs de Patrici, Muirchú moccu Mactheni i Tírechán. Tots dos escriptors fan arribar Patrici a Irlanda durant el regnat de Lóegaire i relaten la seua trobada. Com els annals aporten dues dates de defunció de Patrici, el 461 i el 493, el regnat de Lóegaire s'hi fa encaixar, en general amb la més primerenca. Per a la data posterior, es fa exercir Lugaid, fill de Lóegaire, el mateix rol d'adversari.
A partir del s. V, els ancestres dels Uí Néill (descendents de Niall dels Nou Ostatges) s'expandiren per l'àrea central est d'Irlanda, Ulster sud i nord de Leinster, en detriment dels senyors anteriors. El registre de les cròniques d'Irlanda, potser poc fiable en una data tan primerenca, registra la guerra entre els descendents de Niall i els habitants de Leinster. Malgrat que després s'associarà a les conquestes dels Midlands de l'est, la biografia de Patrici de Tírechán pot suggerir que el poder de Lóegaire se centrava a Connacht. Es diu que Patrici es trobà amb les filles de Lóegaire a la zona de Cruaschan, un conjunt de jaciments prehistòrics associats al regnat de Connacht en la llegenda i la història.
D'acord amb les llistes dels reis, la primera de les quals està datada en el regnat de Fínsnechta Fledach (m. 697), Niall fou succeït per Lóegaire, que al seu torn fou seguit per un segon fill de Niall, Coirpre. I aquest fou succeït per Ailill Molt, un dels pocs reis que no descendeixen de Niall; i aquest per Lugaid, fill de Lóegaire. Llistes posteriors col·loquen Nath I rei entre Niall i Lóegaire i també ometen Coirpre. Tenint en compte els problemes del registre, la datació de l'apogeu de Lóegaire és imprecisa, i hi ha estimacions que el col·loquen en la segona meitat del segle v, al voltant del 450 i potser a la fi dels 480.

## Sant Patrici
En la biografia de Patrici escrita per Muirchú moccu Mactheni al s. VII, Lóegaire es descriu com "un gran rei, feroç i pagà, emperador dels bàrbars". Després d'intentar matar a Patrici, el sant adverteix a Lóegaire que ha d'acceptar la fe o morir. Després d'escoltar el consell del seu poble, el rei s'hi sotmet i és batejat.
L'altra biografia primerenca de Patrick, de Tírechán, mostra un Lóegaire pagà malgrat els miracles de Patrici. Lóegaire diu que el seu pare Niall no li hauria tolerat convertir-se. "En lloc d'això seré enterrat en el moviment de terres de Tara, jo, el fill de Niall, cara a cara amb el fill de Dúnlaing a Mullaghmast". Tírechán, però, permet que Patrici convertisca dues filles de Lóegaire, Eithne la Rossa i Fedelm la Pèl-roja.
La posterior Vita tripartita Sancti Patricii de nou retrata Lóegaire maquinant per matar Patrici. La lorica de St. Patrici apareix en la Vita tripartita, i protegeix Patrici en un dels intents de Lóegaire. Ací Lóegaire no és convertit per Patrici, i és enterrat a les parets de Tara com son pare, Niall, havia desitjat. El manuscrit Lebor na hUidre proporciona una narració afegida de la conversió i mort de Lóegaire.

## Bóroma Laigen
El Bóroma o Bóroma Laigen —tribut sobre el bestiar de Leinster— és el nucli d'alguns relats de l'irlandés mitjà. El seu origen es descriu en Tuathal Techtmar 7 Ríge na hÉrenn, part d'una continuació del llibre de les invasions irlandeses (Lebor Gabála Érenn), i en el llibre de les històries dels ancians (Acallam na Senórach). Es desenvolupen en el passat prehistòric, en temps de Túathal Techtmar, que imposà el tribut de 5.000 caps de bestiar, en altres fonts 15.000, als reis de Leinster, com a pagament d'honor per la mort de les seues filles. En els primers codis legals irlandesos s'anomena éraic. Els reis llegendaris posteriors a Túathal intentaren cobrar el tribut fins a Cairbre Lifechair, que fou derrotat per Fionn mac Cumhaill i els Fianna.
L'intent de Lóegaire d'imposar el Bóroma, segons els relats antics, fou un fracàs. La seua invasió fou rebutjada per Crimthann mac Énnai, avantpassat dels Uí Cheinnselaig, assentats a la vora del riu Barrow. Lóegaire fou capturat i se li va fer jurar que mai tornaria a envair Leinster. Va jurar, pel sol i la lluna, la terra i el mar, el dia i la nit i per l'aigua i l'aire. Un relat de la seua mort diu que trencà el jurament. És probable que l'associació amb Uí Cheinnselaig siga un afegit posterior; altres fonts diuen que el rei de Leister, que governava Naas en temps de Patrici, pertanyia a la família d'Uí Garrchon, part del Dál Messin Corb.

## Mort
Hi ha diferents relats sobre la mort de Lóegaire. El Bóroma li fa trencar el jurament de no tornar a envair Leinster. Quan arriba a la plana del Liffey, prop de Kildare, les forces de la natura sobre les quals havia jurat no tornar-hi el maten: el vent abandona els seus pulmons, el sol el crema, la terra el sepulta. Un altre relat descriu la profecia dels druides de Lóegaire, segons la qual moriria entre Ériu (Irlanda) i Alba (Escòcia). Per evitar-ho, Lóegaire mai anava a la mar. Aquesta versió diu que mor entre dos pujols a la plana de Liffey, que es deien Ére i Alba. En acabant, es diu que Lóegaire fou maleït per Patrici i per això va morir.